# Steve Stone
Steven ("Steve") Brian Stone (Gateshead, 20 augustus 1971) is een voormalig betaald voetballer uit Engeland, die speelde als aanvallende middenvelder gedurende zijn carrière. Hij speelde het grootste deel van zijn loopbaan voor Nottingham Forest.

## Interlandcarrière
Stone speelde negen keer voor de nationale ploeg van Engeland, en scoorde twee keer in de periode 1995-1996. Onder leiding van bondscoach Terry Venables maakte hij zijn debuut op 11 oktober 1995 in de vriendschappelijke uitwedstrijd tegen Noorwegen (0-0) in Oslo. Hij viel in dat duel na 68 minuten in voor Dennis Wise.
| Interlanddoelpunten | Interlanddoelpunten | Interlanddoelpunten | Interlanddoelpunten    | Interlanddoelpunten | Interlanddoelpunten | Interlanddoelpunten | Interlanddoelpunten |
| #                   | Datum               | Locatie             | Wedstrijd              | Goal(s)             | Score               | Uitslag             | Wedstrijd           |
| ------------------- | ------------------- | ------------------- | ---------------------- | ------------------- | ------------------- | ------------------- | ------------------- |
| 1                   | 15/11/1995          | Londen              | Engeland – Zwitserland | 79'                 | 3 – 1               | 3 – 1               | Oefeninterland      |
| 2                   | 12/12/1995          | Londen              | Engeland – Portugal    | 44'                 | 1 – 0               | 1 – 1               | Oefeninterland      |

## Erelijst
Portsmouth
- Football League First Division

2003